# Emmetsburg
La ville américaine d’Emmetsburg est le siège du comté de Palo Alto, dans l’État de l’Iowa. Elle comptait 3 904 habitants lors du recensement de 2010.

## Source
- (en) Cet article est partiellement ou en totalité issu de l’article de Wikipédia en anglais intitulé « Emmetsburg, Iowa » (voir la liste des auteurs).